# Lakritsmusseron
Lakritsmusseron (Tricholoma apium) är en svampart som beskrevs av Jul. Schäff. 1925. Lakritsmusseron ingår i släktet musseroner och familjen Tricholomataceae.  Arten är reproducerande i Sverige. Inga underarter finns listade i Catalogue of Life.